# Блант-Рочестер, Лиза
Лиза Латрелл Блант-Рочестер (англ. Lisa LaTrelle Blunt Rochester; род. 10 февраля 1962, Филадельфия, Пенсильвания) — американский политик, член Демократической партии, сенатор США от штата Делавэр (с 2025).

## Биография
Лиза Латрелл Блант родилась 10 февраля 1962 года в Филадельфии, в семилетнем возрасте переехала с семьёй в Делавэр. Отец — Тед Блант, работал в школе, затем возглавил городской совет Уилмингтона. Мать — Элис Латрелл-Блант, работала в розничной торговле. В их семье есть ещё две взрослых дочери — Теа Блант-Фаулер (Thea Blunt-Fowler) и Марла Блант-Картер (Marla Blunt-Carter). Лиза Блант училась в католических школах, поступила в Университет Вилланова, но из-за высокой стоимости обучения скоро перевелась в Делавэрский университет. Прервала учёбу, вышла замуж за баскетболиста Алекса Брэдли и несколько лет жила с мужем в Италии и Франции. По возвращении в США получила в 1985 году степень бакалавра в университете Фэйрли Дикинсона, а в 2003 году — степень магистра по урбанистике и публичной политике в Делавэрском университете. В 1988 году, имея двоих детей, начала работать в аппарате члена Палаты представителей США Тома Карпера в качестве стажёра, продолжив сотрудничество с ним после 1993 года, когда он был избран губернатором Делавэра (в том числе некоторое время возглавляла Департамент труда штата). В 2003 году развелась с Алексом Брэдли, в 2004 году возглавила уилмингтонское отделение общественной организации Национальная городская лига, борющейся за права чернокожего населения США. В 2006 году вышла замуж за бизнесмена Чарльза Рочестера (Charles Rochester) и семь лет жила с ним в Китае.
В 2014 году овдовела, пережила психологический кризис, вследствие которого пришла в политику и в 2016 году победила на выборах в Палату представителей.
5 ноября 2024 года победила на выборах в Сенат США от Делавэра, набрав 56,6 % голосов и опередив кандидата от Республиканской партии Эрика Хансена.